# 17508 Такумадан
17508 Такумадан (17508 Takumadan) — астероїд головного поясу, відкритий 3 травня 1992 року.
Тіссеранів параметр щодо Юпітера — 3,515.
Названо на честь Такуми Дан (яп. たくま・だん(団琢磨) такума дан).